# Reducción de costos
La reducción de costos es el proceso utilizado por las empresas para reducir sus costos y aumentar sus ganancias. Dependiendo de los servicios o productos de una compañía, las estrategias pueden variar. Cada decisión en el proceso de desarrollo del producto afecta el costo. 
Las empresas suelen lanzar un nuevo producto sin centrarse demasiado en el costo. El costo se vuelve más importante cuando la competencia aumenta y el precio se convierte en un diferenciador en el mercado. 

## Estrategias de reducción de costos
- Consolidación de proveedores
- Consolidaciones de componentes
- Aprovisionamiento de países de bajo costo
- Solicitud de cotizaciones (RFQ)
- Análisis de desglose de costos de proveedores
- Análisis de costo de función / Análisis de valor / Ingeniería de valor
- Diseño para fabricación / Diseño para montaje.
- Costos inversos
- Análisis de costos
- Benchmarking del producto
- Diseño a costo
- Talleres de diseño con proveedores.
- Benchmarking de la competencia